# Епархия Спрингфилда (Иллинойс)
Епархия Спрингфилда (лат. Dioecesis Campifontis in Illinois) — епархия Римско-Католической церкви с центром в городе Спрингфилд, Иллинойс, США. Епархия Спрингфилда входит в митрополию Чикаго. Кафедральным собором епархии Спрингфилда является собор Непорочного зачатия Пресвятой Девы Марии.

## История
29 июля 1853 года Святой Престол учредил епархию Куинси, выделив её из архиепархии Чикаго. 9 января 1857 года епархия Куинси была переименована в епархию Олтона.
7 января 1887 года епархия Олтона передала часть своей территории новой епархии Белвилла.
26 октября 1923 года епархия Олтона была переименована в епархию Спрингфилда.

## Ординарии епархии
- епископ Henry Damian Juncker (9.01.1857 — 2.10.1868)
- епископ Peter Joseph Baltes (24.09.1869 — 15.02.1886)
- епископ James Ryan (28.02.1888 — 2.07.1923)
- епископ James Aloysius Griffin (10.11.1923 — 5.08.1948)
- епископ William Aloysius O’Connor (17.12.1948 — 22.07.1975)
- епископ Joseph Alphonse McNicholas (22.07.1975 — 17.04.1983)
- епископ Daniel Leo Ryan (22.11.1983 — 19.10.1999)
- епископ Джордж Джозеф Лукас[англ.]  (19.10.1999 — 03.06.2009) — назначен архиепископом Омахи
- епископ Thomas John Joseph Paprocki (20.04.2010 — по настоящее время)

## Источник
- Annuario Pontificio, Ватикан, 2005